# ستشيلا

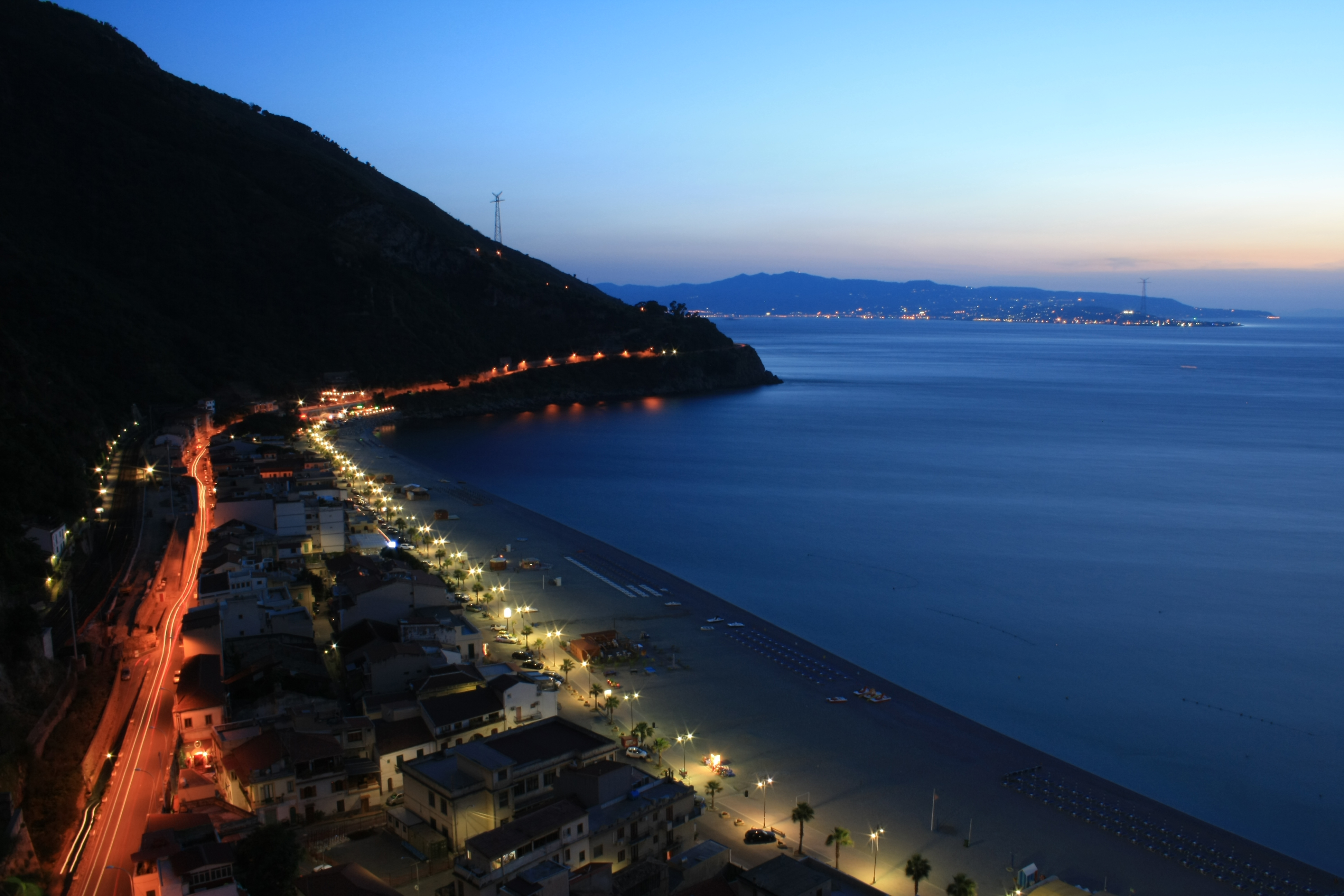
شاطئ

هي مدينة تقع في مقاطعة ريدجو كالابريا في إيطاليا .

## السكان
في سنة 1861 بلغ عدد السكان 7٬379 نسمة، وتطور العدد ليصل في سنة 2011 لـ 5٬115 نسمة.
يظهر هذا المخطط البياني تطور النمو السكاني لـ ستشيلا

## مدن متؤامة
- هارمون, مالطا